# Wechsel (Berg)
Der Wechsel ist ein Mittelgebirge im Osten Österreichs mit dem Hochwechsel (1743 m ü. A.) als Hauptgipfel sowie zwei weiteren Gipfeln über 1700 m. Der Gebirgsstock bildet über etwa 15 km die Grenze der Bundesländer Niederösterreich und Steiermark südöstlich des Semmerings und nordöstlich des Grazer Beckens, zwischen dem Feistritzsattel und dem gleichnamigen Pass Wechsel.

## Geografie
Der Wechsel ist ein Teil des Randgebirges östlich der Mur. Er ist – vom halb so hohen Wienerwald abgesehen – der östlichste Gebirgszug der Alpen. Seine höchste Erhebung ist mit 1743 m ü. A. der Hochwechsel, früher Hoher Umschuss genannt, auf dessen Spitze das Wetterkoglerhaus des Österreichischen Alpenvereins steht. Von dort verläuft der Gebirgskamm nordwestlich zum Umschußriegel (1720 m ü. A.) und weiter zum Schöberlriegel (1704 m ü. A.) sowie östlich zum Niederwechsel (1669 m ü. A.).
Der Wechsel gilt als Grenze zwischen dem steirischen Joglland und der Buckligen Welt, die sich vom Wiener Becken zum äußersten Südosten Niederösterreichs erstreckt. Nach Osten gehen diese Landschaften ins Pinkatal, in die Günser Berge und in die pannonische Tiefebene über.
Wichtige Orte am Fuß des Wechsels, die vom Berg als Tourismusgemeinden profitieren, sind Aspang, Aspangberg-St. Peter, Dechantskirchen, Feistritz am Wechsel, Friedberg, Kirchberg am Wechsel, Mönichkirchen, Mönichwald, Pinggau, Trattenbach, Sankt Corona am Wechsel, Sankt Jakob im Walde, Sankt Lorenzen am Wechsel, Vorau, Waldbach und Wenigzell.

Der „Hohe Umschuß“ (links unten) um 1873 (Aufnahmeblatt der Landesaufnahme)

Die Gebirgsgruppengliederung nach Trimmel umgrenzt den Wechsel (Teilgruppe Nr. 2852):
- im Südosten bei Rohrbach an der Lafnitz (455 m) Pinka aufwärts – Pinggau – Wechselpass (980 m) – Mönichkirchen – Großer Pestingbach bis Aspang zum Gebiet zwischen Lafnitz und Pinka (2821; Westteil von Südliches Burgenland 2820)
- im Nordosten und Norden ab Aspang Großer Pestingbach abwärts bis Zusammenfluss mit dem (niederösterreichischen) Feistritzbach (zur Pitten, beim Wanghof, 437 m) – diesen aufwärts bis Kirchberg a.W. – Otterbach – Otterthal gegen die Bucklige Welt (2870)
- im Nordwesten bei Otterthal Trattenbach aufwärts bis Pfaffen gegen das Semmeringgebiet (2860/östlich des Semmeringpasses 2862)
- im Nordwesten weiter bei Pfaffen zum Feistritzsattel (1298 m) – Weiße Feistritz/(steirischer) Feistritzbach abwärts bis Rettenegg zu Pretulalpe–Stuhleck (2843, östliche Fischbacher Alpen)
- im Südwesten ab Rettenegg Feistritz(bach) abwärts bis Wh. Knollmühle/Brücke 701 m (Gemeinde Falkenstein) – Höllgraben links aufwärts – Passhöhe bei Ebenviertel (982 m) – Waldbach – Lafnitz – Mönichwald – Rohrbach zu Rabenwald–Masenberg (2851, Joglland)

Nach der Alpenvereinseinteilung der Ostalpen (AVE) gehört der Wechsel zum Randgebirge östlich der Mur (Nr. 47), nach Trimmel zur Untergruppe Wechsel und Jogelland (Nr. 2850) der Hauptgruppe Cetische Alpen und oststeirisch-burgenländisches Hügelland (Nr. 2800).

## Geologie
Aus geologischer Sicht stellt das Wechselgebiet eine Carapace-Region der nach Osten auslaufenden Österreichischen Zentralalpen dar. Dies ist eine kuppelförmige Aufwölbung des alpinen Untergrundes, von der die höheren Decken der „Kernserie“ aus Grobgneis nach Westen, Norden und Süden abfallen. Wegen der schwierig zu deutenden Tektonik ist die Zuordnung unter den Geologen nicht einheitlich. Die meisten zählen den Wechsel zum Unterostalpin, manche zum Penninikum.
Der Bestand an Gesteinen wurde bis 1970 hauptsächlich als Wechselschiefer und Wechselgneis bezeichnet. In den letzten Jahrzehnten wurden die Lagerungsverhältnisse genauer erforscht: Unter den Karbonaten der Trias (die wie im benachbarten Semmeringsystem aus Kalk, Dolomit und Rauhwacken bestehen) und verschiedenen Quarziten bzw. Quarzkonglomeraten liegt eine sogenannte Arkoseschiefer-Brekzien-Porphyroid-Serie (abgekürzt ABP-Serie), die dem Alpinen Verrucano von Alexander Tollmann entspricht. Ein typisches ABP-Mineral ist der Phengit, ein Produkt der Metamorphose bei niedriger Temperatur, aber hohem Gesteinsdruck.
Die „hangenden Wechselschiefer“ setzen sich teilweise aus dünnen Phylliten mit Epidot-Chlorit-Albit, Quarz und eingestreuten Vulkanaschen zusammen. Die „liegenden Wechselschiefer“ zeigen etwas Graphit und zunehmende Metamorphose, sodass sedimentäre Strukturen schwinden und der Phyllit in Glimmerschiefer (mit Muskowit) übergeht.
Nach unten geht der liegende Wechselschiefer in Wechselgneis über, dessen Hauptgemengteile nun Albit, Quarz, Muskovit und Chlorite sind. Eingelagert findet sich auch Grünschiefer, am Rand ferner eingeklemmtes Mesozoikum, liegende Falten und Keile.
Nach Nordwesten tauchen die Wechselgesteine unter jene des Semmeringsystems ab, nach Westen zum Stuhleck-Kristallin der Pretul-Decke ist die Grenzfläche hingegen steil. Teilweise wurde diese Deckengrenze von jüngerer Bruchtektonik erfasst und wird nach Süden hin nochmals komplizierter. Am Ostrand des Wechselfensters ist die Grenzziehung durch die mächtige Störungslinie Aspang-Friedberg erschwert. Sie ließ sich auch durch den Tunnel der Wechselbahn nicht völlig klären.
Zusammenfassend kann festgestellt werden, dass im Wechselfenster eine tiefere Einheit als das Semmeringsystem auftaucht. An einigen Stellen zeigt sich sogar ein dachformiges Aneinanderstoßen von Wechselgneis und Grobgneis. Die unterostalpinen Einheiten des Wechselgebietes dürften vor der alpidischen Einengung (d. h. vor der Gebirgsbildung) etwa 30–40 km südlicher gelegen sein und teilweise aus der variszischen Zeit stammen.

## Tourismus

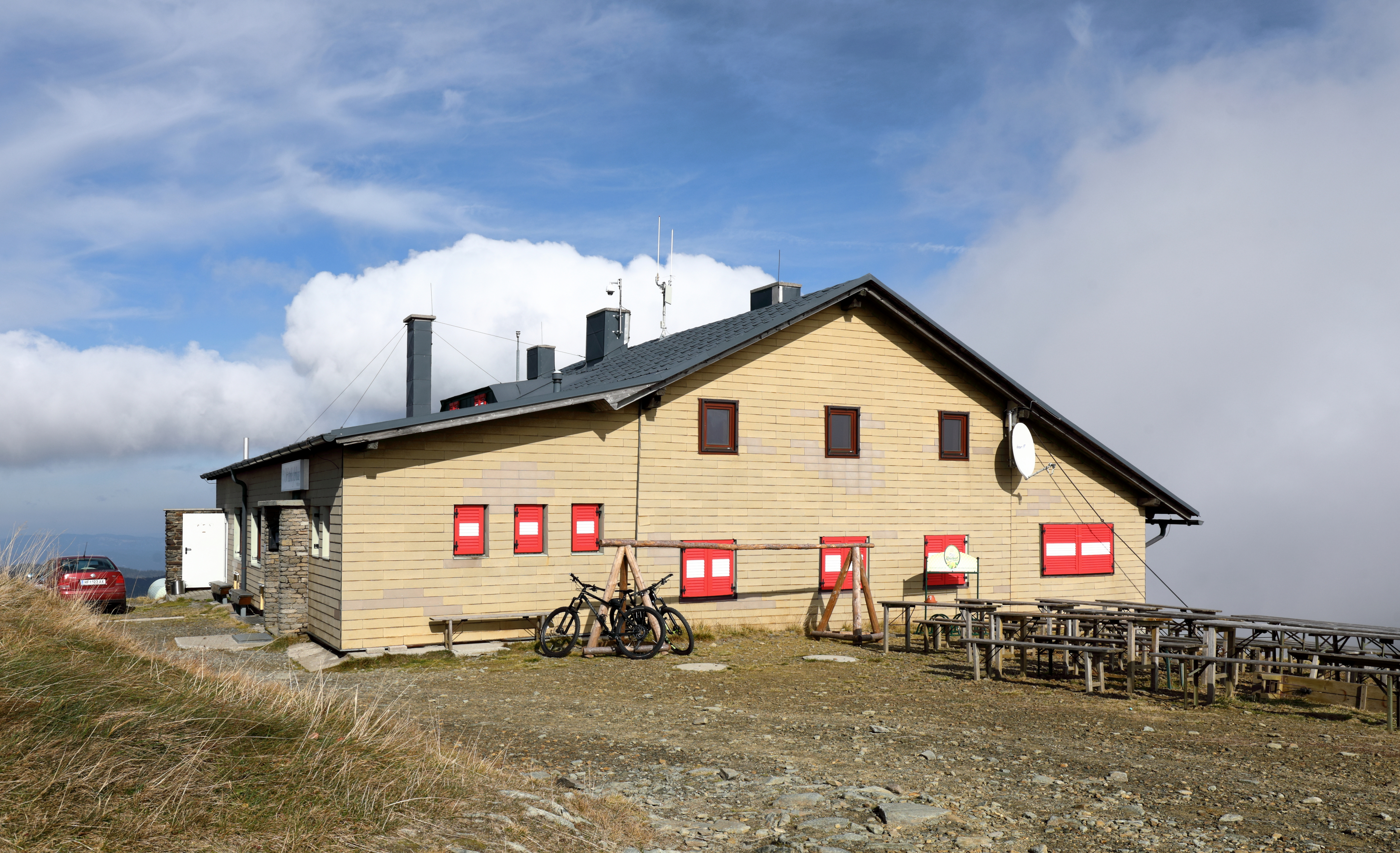
Wetterkoglerhaus am Gipfel

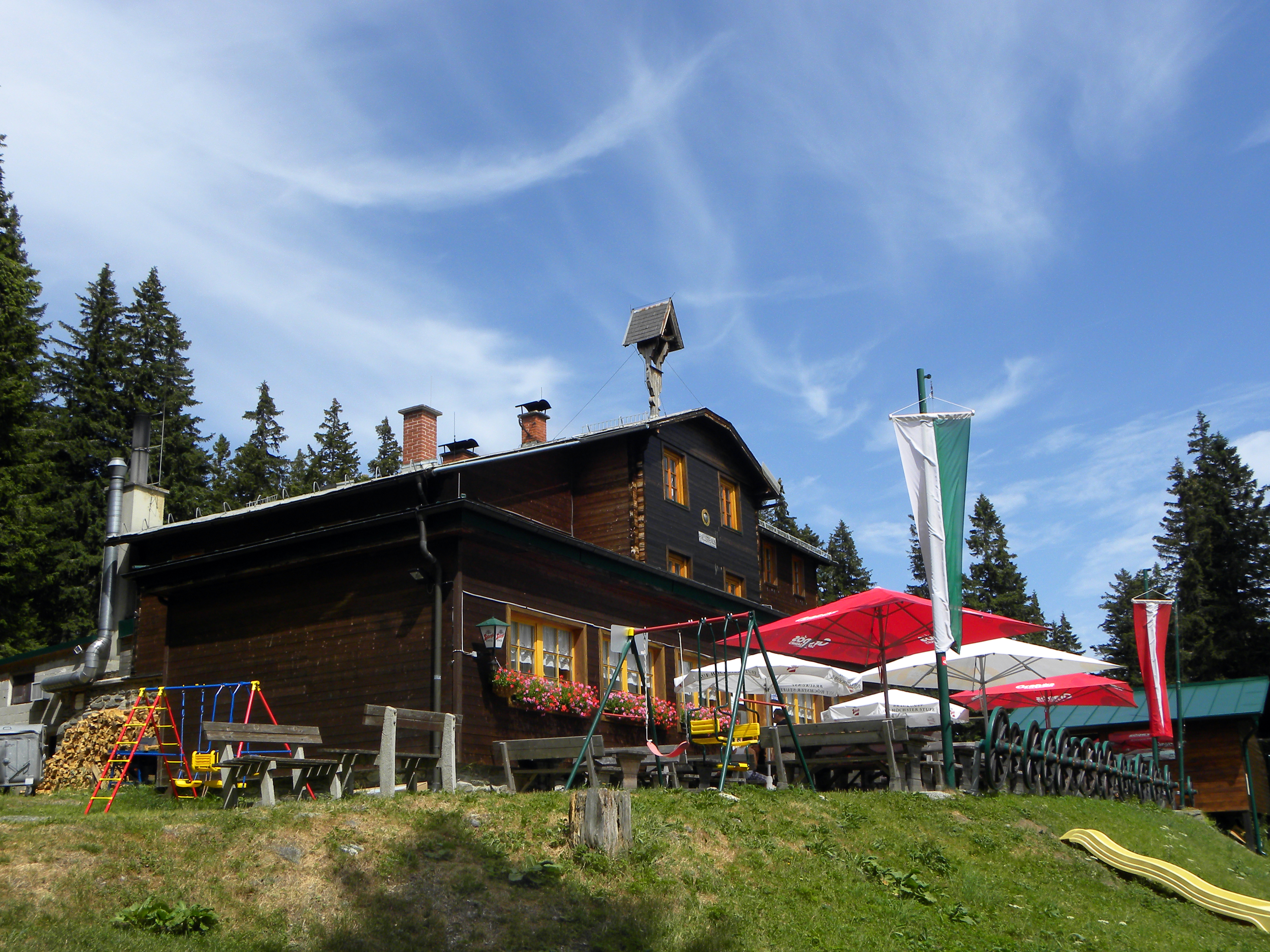
Hallerhaus am Wechsel

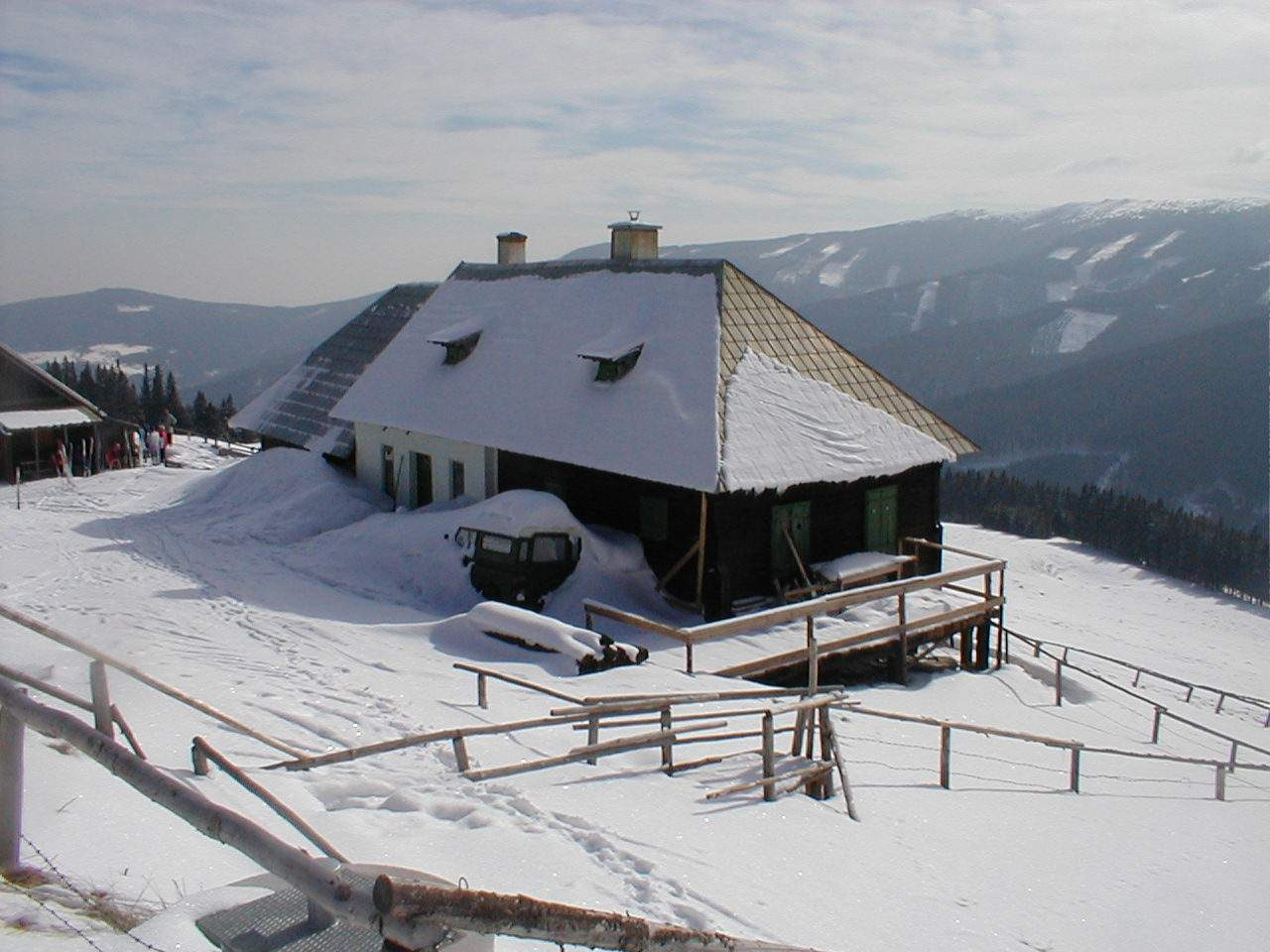
Die Feistritzer Schwaig im Winter

Im Sommer ist der Wechsel ein beliebtes Wandergebiet im Naherholungsraum von Wien. Neben dem Wetterkoglerhaus gibt es noch weitere, zum Teil nur saisonal bewohnte und bewirtschaftete Hütten am Wechsel: die Marienseer Schwaig, Steyersberger Schwaig, Kampsteiner Schwaig (die im Sommer 2004 aus ungeklärter Ursache bis auf die Grundmauern abgebrannt ist und komplett wieder errichtet wurde), Kranichberger Schwaig, Feistritzer Schwaig und Vorauer Schwaig. Die Thalberger Schwaig wird bewohnt, jedoch nicht mehr für Bergsteiger bewirtschaftet.
Für die Wintersaison gibt es an den Hängen des Wechsels mehrere kleine Skigebiete:
- In Niederösterreich: Mönichkirchen-Mariensee, Trattenbach, Sankt Corona am Wechsel und Arabichl bei Kirchberg am Wechsel
- In der Steiermark: Mönichwald, Sankt Jakob im Walde und Wenigzell

Die Region ist aufgrund der ostalpinen Lage nicht besonders schneesicher, was nicht an den Temperaturen, sondern der geringen Niederschlagsmenge liegt.
Im Winter erstreckt sich über das Wechselgebiet außerdem die Wechsel-Semmering-Panoramaloipe. Die Einstiegsstellen Greis, Kummerbauerstadl, Dissauer, Feistritzsattel, Steyersberger Schwaig, Sankt Corona am Wechsel und Mariensee sind über ein rund 100 km langes Loipennetz zwischen 1000 und 1500 m Seehöhe miteinander verbunden.
Der Stock des Wechsels bietet gute Voraussetzungen für einfache und zudem fast immer lawinensichere Schitouren und Schneeschuhwanderungen. Ein beliebter Anstieg führt z. B. von Mariensee über die Marienseer Schwaig von Nordosten zum Gipfel des Hochwechsels. Auf den baumfreien und ungeschützt dem Wind ausgesetzten Bergkämmen liegt allerdings selbst im Hochwinter oft sehr wenig Schnee.

## Verkehrsinfrastruktur

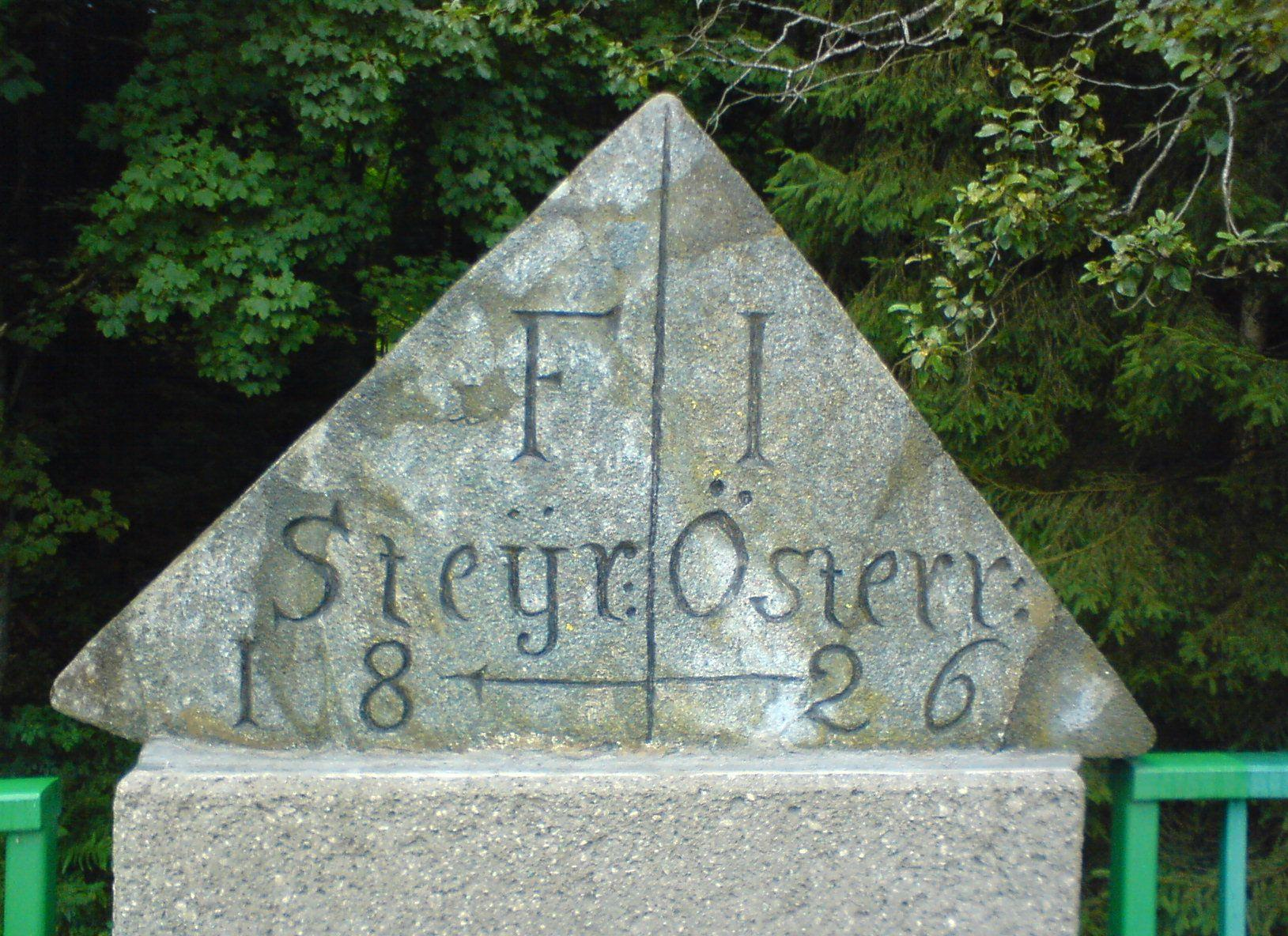
Historischer Grenzstein an der B 54

Von der Steiermark aus ist der Wechsel mit dem Auto gegen Gebühr zu befahren, von der niederösterreichischen Seite aus ist er für Touristen nur zu Fuß erreichbar.
Über die Ostflanke des Wechsel führt die neben dem Semmering-Pass wichtigste Verkehrsachse zwischen den beiden Bundesländern Niederösterreich und Steiermark.
Er wird von der Wechselstraße B 54 überquert, die bis zum Ausbau der Südautobahn A 2 in den 1980er Jahren die bedeutendste Autoverkehrsverbindung zwischen Wien und Graz war. Diese ehemalige Bundesstraße, die über den eigentlichen Wechselpass führt, wird heute auch als Panoramastraße bezeichnet, was auf die schönen Aussichtspunkte entlang der Straße hinweist. Die Südautobahn quert östlich des Hartbergs bei Schäffern, Knolln und Guggendorf.
Die den Wechsel überquerende Wechselbahn erreichte nie die Bedeutung der Semmeringstrecke, stellt jedoch die einzige Schienenverbindung von Niederösterreich in die Oststeiermark und das Südburgenland dar. Sie wird für den Güterverkehr als Alternative der Semmeringbahn verwendet, ist für den regionalen Personenverkehr aber nur von untergeordneter Bedeutung. Die Maximalhöhe befindet sich im Hartbergtunnel.
Am südöstlichen Ausläufer des Wechsels wurden westlich des Irrbühels in den Fels geschliffene Fahrzeugspuren (etwa ein Meter Spurbreite) irrtümlich als Römerstraße beschildert. Laut den Forschungen des Historikers Hans Krawarik handelt es sich jedoch um Schleifspuren des Lastverkehrs, der im 18. und 19. Jahrhundert zur Belieferung der Glashütten in Schaueregg  mit Quarzfindlingen erfolgte. Die eigentliche Altstraße wird bei Spital und über den Hartbergpass gesehen.